# Juan Ruiz de Calcena
Juan Ruiz de Calcena o Calçena (Calatayud, 1450 - ca. 1519) fue un político español de la Corona de Aragón que logró ser uno de los hombres de confianza de Fernando II el Católico. 

## Origen y carrera administrativa
Nació en Calatayud, en la actual provincia de Zaragoza, en el seno de una familia económicamente modesta. Un tío suyo fue prior del monasterio de la Peña de su ciudad natal. Calcena estuvo al servicio como "criado" (es decir, servidor íntimo) de Juan de Coloma, poderoso secretario y valido del rey Juan II de Aragón. Parece ser que entró al servicio de la administración aragonesa en 1480, cuando ya era rey Fernando II. Durante los 14 años siguientes desempeñó cargos burocráticos: oficial-amanuense (1483-1485), escribano de registro (1485-1490), sellador real (1490-1495) y escribano de manament (1495-1496). En su papel de sellador fue responsable de transcribir en los libros de registro de la Corona documentos de gran importancia histórica, por ejemplo la real provisión de expulsión de los judíos (31 de marzo de 1492) y las capitulaciones de Santa Fe con Cristóbal Colón (17 de abril del mismo año).

## Secretario de Fernando II y de Cisneros
En 1496 fue nombrado secretario para asuntos exclusivos de la Corona de Aragón. En 1504, al morir la reina Isabel, el rey Fernando extendió el ámbito de actuación de Calcena a la Corona de Castilla. Hacia 1510 era ya miembro del Consejo Real de Aragón. En los últimos años de la vida del rey Fernando fue uno de sus acompañantes más próximos. Al morir el monarca en enero de 1516, Calcena continuó desempeñando sus funciones a las órdenes del regente cardenal Cisneros y finalmente también con el nuevo rey Carlos I.
Además de su salario como secretario (30.000 maravedíes anuales en 1504, 100.000 en 1513), Calcena recibió de la Corona numerosas dádivas y favores, probablemente por intercesión de su protector Juan de Coloma. Al igual que otros altos funcionarios de origen plebeyo, Calcena se compró un título nobiliario: la baronía de Riesi. Por otra parte, parece ser que se apropió indebidamente de fondos pertenecientes a la Inquisición y a la Corona. El cardenal Cisneros fue informado del cohecho pero fue benévolo con Calcena y sus cómplices.

## Muerte
Debió morir poco después de marzo de 1519, que es la fecha de su último salario. Fue enterrado en el convento de Santa Clara de Calatayud. La sepultura desapareció al demolerse el edificio en 1835.